# 坚镡
堅鐔（？—50年），字子伋，穎川襄城人，东汉武将。堅鐔為光武帝開國功臣，在東漢統一戰爭中立功，尤其是在鄧奉、董訢的夾擊下，獨守宛城孤城嵗餘，名列雲台二十八将的二十二位。

## 生平

### 河北從龍
堅鐔是潁川襄城人。初习郡县吏務。光武帝征討河北時，經人舉薦得蒙召見。因精於吏務，署主簿之職。後拜偏將軍，隨軍平定河北，另率部於盧奴擊潰大槍流民軍。期間曾於更始二年（24年），與耿弇、陳俊、馬武、景丹、蓋延、朱祜、邳彤、耿純、劉植、岑彭、祭遵、王霸等十二將軍跟隨吳漢，追击贼寇于潞東，抵達平谷，又追擊到右北平無終、土垠之間，最後直到俊靡才返回。
建武元年（25年），光武帝即位後，堅鐔授揚化將軍，封㶏強侯。

### 洛陽之戰
建武元年（25年），堅鐔與大司馬吳漢、建義大將軍朱祜，廷尉岑彭，執金吾賈復，右將軍萬脩，驍騎將軍劉植，積射將軍侯進，偏將軍馮異、祭遵、王霸等十一將軍圍更始帝劉玄的大司馬朱鮪於洛陽，时间达数月之久。朱鮪部將守東城者暗通消息，密約堅鐔清晨開啟上東門。堅鐔與建義大將軍朱祜乘拂曉突入，與朱鮪激戰武庫之下，至辰時方休。此役朱鮪傷亡慘重，這也成爲朱鮪後續投降的重要原因之一。

### 漳水破賊
建武二年（26年）春季，堅鐔與大司空王梁、建義大將軍朱祜、大將軍杜茂、執金吾賈復、偏將軍王霸、騎都尉劉隆、馬武、陰識等將領隨大司馬吳漢，於鄴城以東漳水之畔合擊檀鄉流民軍，大破敵眾，投降的人有十餘萬。

### 堅守宛城
建武二年（26年），坚镡与右將軍萬脩共同平定南陽，適逢堵鄉人董訢據宛城反叛，俘南陽太守劉驎。堅鐔急行軍赴宛，遴選死士夜攀城垣，劈開城門突入，董訢棄城遁回堵鄉。當時，光武帝属下破虜將軍鄧奉不满大司馬吴漢略奪他的故乡新野，也舉兵反叛。不久，萬脩病死，当时，堅鐔孤軍困守，南抗鄧奉，北拒董訢。歲餘間道路斷絕，糧秣不繼，唯以菜蔬充飢，堅鐔與士卒同甘共苦。每臨危局必親冒矢石，身負三處重創，終得保全部眾。
建武三年（27年），光武帝親征南陽，平定董訢、鄧奉，提拔堅鐔為左曹，常隨御駕征伐。

### 受封合肥
建武六年（30年），封合肥侯。
建武二十六年（50年），堅鐔去世，子堅鴻襲爵。

## 家族
堅鐔子孫襲封合肥侯。中平元年（184年）时，合肥侯为宗室，可见坚氏合肥侯当时已绝封，原因未知。
| 合肥侯坚镡 |  |  |  |  |  |
|            |  |  |  |  |  |
| 合肥侯坚鸿 |  |  |  |  |  |
|            |  |  |  |  |  |
| 合肥侯坚浮 |  |  |  |  |  |
|            |  |  |  |  |  |
| 合肥侯坚雅 |  |  |  |  |  |

## 延伸阅读
[在维基数据编辑]
 《後漢書/卷22》，出自范晔《後漢書》
 《東觀漢記》
 在维基共享资源阅览影像

### 引用
1. ↑  《後漢書·耿弇列傳第九》：光武還薊，復遣弇與吳漢、景丹、蓋延、朱祜、邳彤、耿純、劉植、岑彭、祭遵、堅鐔、王霸、陳俊、馬武十三將軍，追賊至潞東，及平谷，再戰，斬首萬三千餘級，遂窮追於右北平無終、土垠之間，至俊靡而還。賊散入遼西、遼東，或爲烏桓、貊人所抄擊，略盡。
2. ↑  《後漢書·馮岑賈列傳第七》：與大司馬吳漢，大司空王梁，建義大將軍朱祐，右將軍萬脩，執金吾賈復，驍騎將軍劉植，楊化將軍堅鐔，積射將軍侯進，偏將軍馮異、祭遵、王霸等，圍洛陽數月。朱鮪等堅守不肯下。
3. ↑  《後漢書·吳蓋陳臧列傳第八》：建武二年春，漢率大司空王梁，建義大將軍朱祐，大將軍杜茂，執金吾賈復，揚化將軍堅鐔，偏將軍王霸，騎都尉劉隆、馬武、陰識，共擊檀鄉賊於鄴東漳水上，大破之。降者十餘萬人。
4. ↑  《後漢書·任李萬邳劉耿列傳第十一》：與揚化將軍堅鐔俱擊南陽，未克而病，卒於軍。